# Laophontopsis secunda
Laophontopsis secunda är en kräftdjursart som först beskrevs av Sewell 1924.  Laophontopsis secunda ingår i släktet Laophontopsis och familjen Laophontopsidae. Inga underarter finns listade i Catalogue of Life.